# Lay Me Down (Sam Smith)
Lay Me Down è un singolo del cantautore britannico Sam Smith, pubblicato nel Regno Unito il 15 febbraio 2013 come primo estratto dal primo album in studio In the Lonely Hour. 
Lay Me Down è stato redistribuito il 3 febbraio 2015 come sesto singolo estratto dall'album per il mercato internazionale, ottenendo ampio successo commerciale. Una terza versione Lay Me Down (Red Nose Day 2015), in duetto con il cantautore statunitense John Legend, è stato pubblicato il in un singolo inedito i cui proventi verranno devoluti in beneficenza alla società umanitaria Comic Relief.

## Descrizione
Il brano è stato scritto dallo stesso Sam Smith insieme a Jimmy Napes e Elviin e prodotto da Napes e Steve Fitzmaurice. In una dichiarazione rilasciata con la ripubblicazione del brano nel 2015, Smith ha riportato:

## Accoglienza
Britt Julious di Pitchfork (sito web) scrive che, anche se «l'atmosfera della canzone non è così vivace come quella di Latch», ha giudicato la produzione «leggera e mette in risalto, piuttosto che mettere in ombra, la potente voce di Smith», che risulta «soul e dolce», trovando la canzone «tanto spirituale quanto romantica».

## Tracce[4]
Download digitale
1. Lay Me Down – 3:49
2. Lay Me Down (acoustic version) – 4:01
3. Lay Me Down (music video) – 4:07
4. poep met ballen – 5:02

## Date di pubblicazione
| Paese       | Data             | Formato           | Etichetta                          |
| ----------- | ---------------- | ----------------- | ---------------------------------- |
| Regno Unito | 15 febbraio 2013 | Download digitale | - Capitol Records - Method Records |

## Riedizione 2015
Il brano è stato pubblicato in una nuova versione il 3 febbraio 2015 come sesto singolo estratto dallo stesso album, ottenendo un buon successo globale.

### Video musicale
Il video musicale, diretto da Ryan Hope, è stato reso disponibile sul canale YouTube di Sam Smith il 5 febbraio 2015.

### Tracce
Digital download – single
1. Lay Me Down – 3:39

Digital download – EP
1. Lay Me Down (Pomo Remix) – 3:45
2. Lay Me Down (Paul Woolford Remix) – 6:45
3. Lay Me Down (Maya Jane Coles Remix) – 5:18
4. Lay Me Down (Todd Edwards Dub) – 6:29

## Versione Red Nose Day 2015
Una terza versione del brano al quale ha collaborato il cantante statunitense John Legend, è stata pubblicata il 9 marzo 2015 con il nome di Lay Me Down (Red Nose Day 2015). I proventi derivati dalla versione sono devoluti in beneficenza alla società umanitaria Comic Relief.

## Classifiche
| Classifica (2015) | Posizione massima |
| ----------------- | ----------------- |
| Australia         | 3                 |
| Canada            | 10                |
| Francia           | 107               |
| Irlanda           | 14                |
| Italia            | 67                |
| Nuova Zelanda     | 2                 |
| Paesi Bassi       | 52                |
| Portogallo        | 91                |
| Regno Unito       | 15                |
| Stati Uniti       | 8                 |
| Svezia            | 68                |
| Svizzera          | 44                |